# Hanauer Hof (Herborn)
Der Hanauer Hof ist eine Straße in der Altstadt von Herborn.

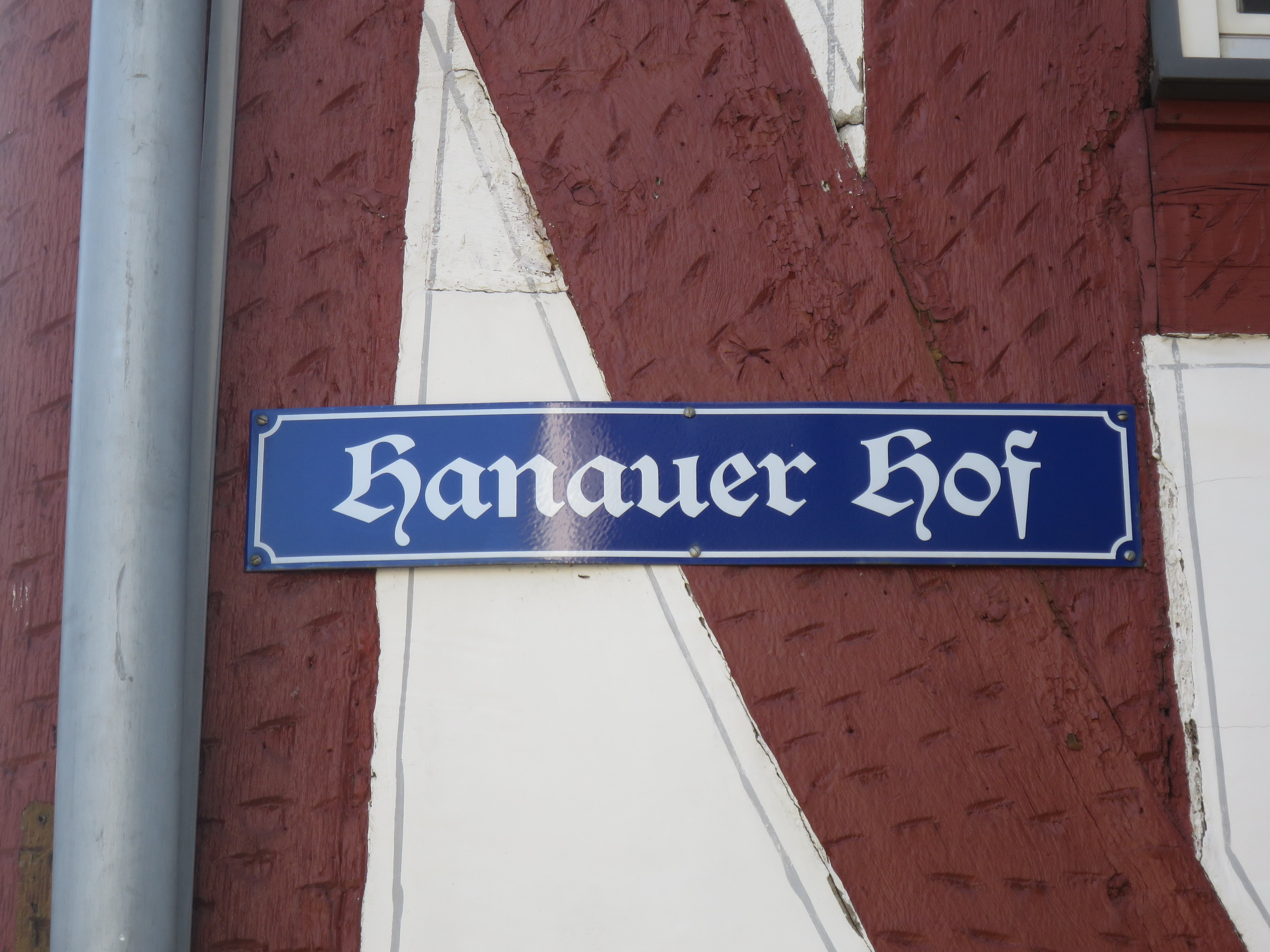

## Geografische Lage
Die Straße liegt im südlichen Teil der Altstadt und zweigt in westlicher Richtung vom Kornmarkt, einem der Hauptplätze der Altstadt, am Gebäude Kornmarkt 22, ab. Dies war ehemals die Synagoge von Herborn. Die nur etwa 60 Meter lange Straße mündet am anderen Ende in die Straße „Mühlbach“.

## Geschichte
Die Straße Hanauer Hof und ihre erste Bebauung entstand in der ersten Hälfte des 18. Jahrhunderts durch Beräumung einer Hinterhof-Situation im Rücken der umliegenden Bebauung. Hier entstanden vier Tagelöhner-Häuser. Die Straße hieß damals „Hinter’m Kornmarkt“.
Ab 1759 wird dann auch die Bezeichnung Hanauer Hof verwendet, nachdem sich aus Hanau stammende Pfeifenbäcker hier niedergelassen hatten. Namentlich bekannt sind ein Andreas Knecht und ein Johann Heinrich Knecht. Ersterer kam 1713, letzterer 1718 nach Herborn, um hier ihr Handwerk auszuüben. Als Johann Heinrich Knecht 1776 starb, hinterließ er unter anderem ein Wohnhaus am Kornmarkt.

## Bedeutung
Verkehrlich ist die Straße Hanauer Hof heute eine Anliegerstraße. Von hier besteht über einen seitlichen Eingang im Gebäude Kornmarkt 22 Zugang zur Mikwe der ehemaligen Synagoge.